# 巴爾欽

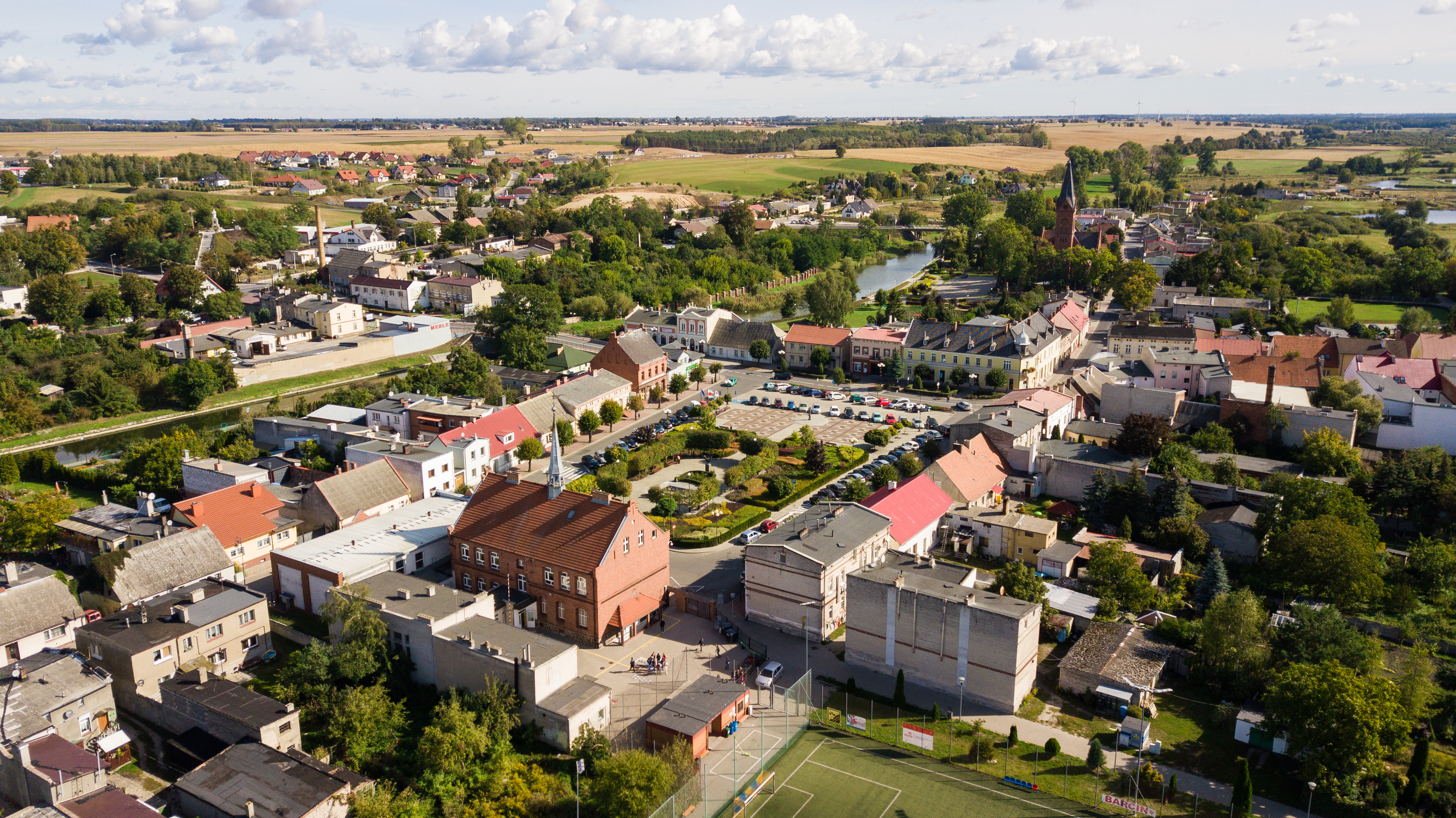

巴爾欽是波蘭的城鎮，位於該國中部，距離首府比得哥什40公里，由庫亞維-波美拉尼亞省負責管轄，始建於十二世紀，面積3.7平方公里，主要經濟活動是製造水泥和石灰，2006年人口7,810。
52°51′N 17°57′E / 52.850°N 17.950°E

## 外部連結
- Official town website （页面存档备份，存于）